# JCB HMEE
JCB HMEE (англ. High Mobility Engineer Excavator) — військовий інженерний екскаватор виробництва британської компанії JCB.

## Технічні характеристики
Оснащений двигуном Cummins QSB 6,7
Вага броньованого — 16,18 т., неброньованого — 13,5 т. Здатний розвивати швидкість до 97 км/год.

## Оператори
- Збройні сили Австралії[2].
- Збройні сили США[3]
- ЗСУ[4].